# 赫伯罗特航空3378号班机事故
赫伯罗特航空3378號班機事故發生於2000年7月12日。當日，一架赫伯罗特航空的空中巴士A310客機載著142名乘客及8名機員，由希臘哈尼亚前往德國漢諾威。
飛機於當地時間早上10時59分起飛，但起飛後機上警報指示飛機的起落架不能完全收起。由於起落架不能收起會導致風阻增加並影響航程，於是在經過飛行管理系統（簡稱FMS）的計算後，機長決定縮短航程至慕尼黑。可是，飛行管理系統並沒有計算到突出的起落架所帶來的風阻，即是說，實際航程會比飛行管理系統所計算出來的結果還要短。下午12時49分，機上的警報響起，指燃料箱只剩下1.3噸燃料。於是，機長決定轉向較近的奧地利首都維也納作緊急迫降。後來，飛機的兩副引擎在六分鐘內相繼停止運作，令機長只能以僅餘的空速滑翔至機場跑道。飛機於34跑道外500米左右的草地上觸地，主起落架於觸地瞬間即告塌下，左邊機翼及1號引擎損毀。飛機在地上旋轉了120度，滑行了600米後終於停定。機上有部分乘客受傷，但當中並沒有人受重傷；肇事客機則報廢。

## 類似事件
- 1983年7月23日，執飛加拿大航空143號班機的波音767客機，因燃油資料計算錯誤，導致燃油耗盡，飛機最終迫降在基米尼的一個荒廢的機場，創造了當時民航客機空中安全滑翔的最長距離記錄，機上無人傷亡。這架飛機亦被稱為「基米尼滑翔機」（Gimli Glider），最終飛機在2008年1月24日退役。
- 2001年8月24日，執飛越洋航空236號班機的空中巴士A330客機，在大西洋上空因油管破損燃油漏盡，飛機在亞速爾群島的一個空軍基地迫降成功，機上無人傷亡，同時打破加拿大航空143號班機保持的民航客機空中安全滑翔的最長距離記錄。

## 外部連結
- 航空安全网上的事故资料

- BBC News story （页面存档备份，存于）
- AirDisaster.Com報告 （页面存档备份，存于）
- Aviation Safety Network報告 （页面存档备份，存于）